# Marian Saastad Ottesen
Marian Saastad Ottesen, född 24 november 1975 i Florø, är en norsk skådespelare.
Ottesen är utbildad vid Statens teaterhøgskole 1996-1999, och arbetade därefter vid Oslo Nye Teater och dess biscen Centralteatret, där hon bland annat har spelat i Molières Den girige, The Rocky Horror Show, Jesper Halles Vest for Eden och Tennessee Williams The Wild Angels. Sedan 2001 är hon vid Nationaltheatret, där hon bland annat har spelat i Thorbjørn Egners Folk och rövare i Kamomilla stad, Jon Fosses Svevn och Lisbet i Ludvig Holbergs Erasmus Montanus.
Ottesen har även haft flera filmroller, och nominerades till Amandaprisen för bästa kvinnliga skådespelare 2005 för Elsk meg i morgen och 2007 för Borta med kvinnan.

## Filmografi (urval)
- 2000 – Detektor
- 2001 – Nissene på låven (TV-serie)
- 2005 – Elling, älska mig i morgon
- 2006 – Kunsten å tenke negativt
- 2007 – Borta med kvinnan
- 2007 – Andre omgang
- 2010 – Asfaltenglene
- 2011 – Expedition: Julklapp (TV-serie)
- 2012 – Lilyhammer (TV-serie)